# ФК Сабуртало Тбилиси
ФК Сабуртало  је фудбалски клуб из Грузије. Клуб је основан 1999. године у Тбилисију и тренутно игра у Првој лиги Грузије. Као домаћин Сабуртало наступа на стадиону Михаил Месхи, капацитета 27.223 седећих места.

## Историја
Клуб је основан 20. августа 1999. године у Тбилисију, а 2005. године купио га је бизнисмен Тариел Хечикашвили, власник Иберија бизнис групе, који је касније постао Министар омладине и спорта у влади Грузије.
Сабуртало је познат по најбољој фудбалској академији у земљи и раду са омладинским секцијама. За ту намену клуб поседује и стадион, познат као Бендела, на којој наступају омладинске селекције, а капацитет стадиона је 1.800 седећих места.
Марта 2016. године за спортског директора именован је бивши фудбалер Барселоне Маноло Јеро.
Клуб је добио име по једном од централних округа у Тбилисију.

## Трофеји
- Прва лига Грузије
  - Победник (1):2018

## ФК Сабуртало у европским такмичењима
| Сезона   | Такмичење         | Коло        | Клуб             | Дом. | Гост | Укупно       |
| -------- | ----------------- | ----------- | ---------------- | ---- | ---- | ------------ |
| 2019/20. | Лига шампиона     | 1. коло кв. | Шериф Тираспољ   | 1:3  | 3:0  | 4–3          |
| 2019/20. | Лига шампиона     | 2. коло кв. | Динамо Загреб    | 0:2  | 0:3  | 0−5          |
| 2019/20. | Лига Европе       | 3. коло кв. | Арарат-Јерменија | 0:2  | 2:1  | 2–3          |
| 2020/21. | Лига Европе       | 1. коло кв. | Аполон           | Н/Д  | 1:5  | 1–5          |
| 2022/23. | Лига конференције | 1. коло кв. | Партизани Тирана | 0:1  | 1:0  | 1–1 (5:4пен) |
| 2022/23. | Лига конференције | 2. коло кв. | Стеауа Букурешт  |      |      |              |